# Orodes V.
Orodes V. war ein König von Elymais, der nur von seinen Münzen bekannt ist. Die oftmals schlecht geschriebenen Legenden in Aramäisch bezeichnen ihn als König Orodes (wrwd MLK'). Auf der Rückseite der Münzen befindet sich ein Bild der Artemis. Aus stilistischen Erwägungen werden die Münzen an das Ende des zweiten oder an den Beginn des dritten nachchristlichen Jahrhunderts datiert. In der Forschung besteht keine Einigkeit über die Anzahl der in Elymais regierenden Herrscher mit dem Namen Orodes, so dass dieser Regent auch als Orodes III. bezeichnet wird.